# Sapromyza parviceps
Sapromyza parviceps är en tvåvingeart som beskrevs av Malloch 1926. Sapromyza parviceps ingår i släktet Sapromyza och familjen lövflugor. Inga underarter finns listade i Catalogue of Life.